# Menhire da Casbarra

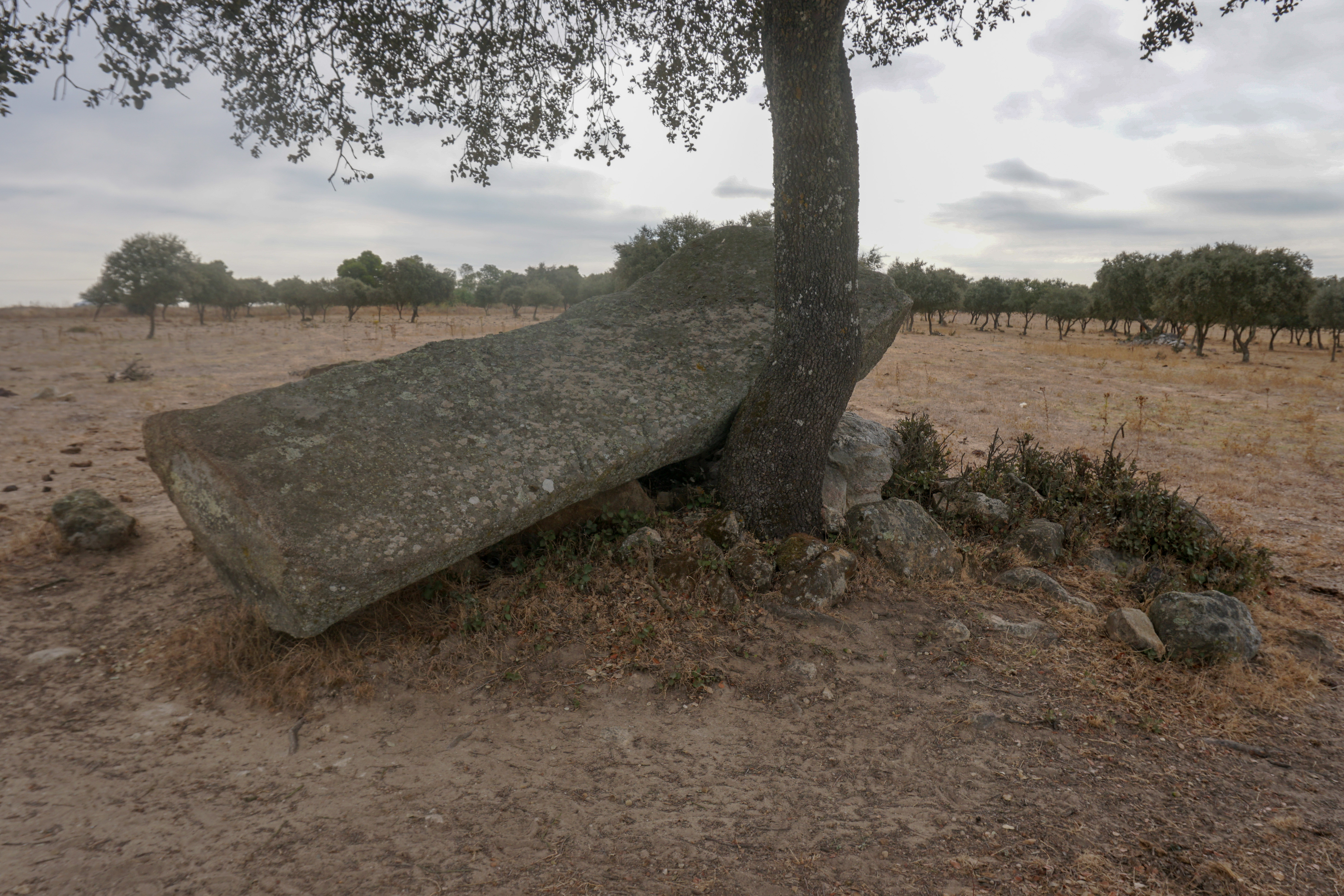
Menhir bei Casbarra

Die vier Menhire da Casbarra (portugiesisch Menires da Herdade da Casbarra), die von José Pires Goncalves klassifiziert wurden, liegen, paarweise nördlich und südlich der Straße von Évora nach Valeira bzw. Arraiolos, etwa acht Kilometer nordwestlich von Évora im Alentejo in Portugal, in der Nähe des Monte da Casbarra. 
Sie sind umgestürzt und von ihren ursprünglichen Standorten entfernt worden. Der größere, wie eine Stele gestaltete Menhir, ist etwa vier Meter lang und liegt auf der Südseite der Straße. Nördlich neben der Straße und dem Feldweg der zum Monte da Casbarra führt, liegt der zweite Menhir. Er ist rund und etwa 3,5 m lang. Obwohl unbekannt ist, wo die Megalithen aus Granit ursprünglich standen, wird erwartet, dass sie bald in eine aufrechte Position versetzt werden. Spekulationen über kosmische Konjunktionen, wie sie auch bei diesen Menhiren angestellt werden, entbehren jeder Grundlage, da der ursprüngliche Aufstellungsort unbekannt ist. Zwei weitere 2,2 und 3,7 m lange Menhire (Casbarra 3 und 4) liegen in der Nähe.